# روبرتو فاليرو
روبرتو فاليرو (بالإنجليزية: Roberto Valero)‏ (1955، ماتانزاس في كوبا - 23 سبتمبر 1994، واشنطن العاصمة في الولايات المتحدة)؛ شاعر، صحفي وروائي أمريكي-كوبي.